# Vesicularia calodictyon
Vesicularia calodictyon är en bladmossart som beskrevs av C. Müller 1896. Vesicularia calodictyon ingår i släktet Vesicularia och familjen Hypnaceae. Inga underarter finns listade i Catalogue of Life.